# Grantland Rice
Grantland Rice (ur. 1 listopada 1880 w Murfreesboro, zm. 13 lipca 1954 w Nowym Jorku) – amerykański dziennikarz sportowy, autor książek o tematyce sportowej.

## Życiorys
Karierę zawodową rozpoczął w 1901 roku jako dziennikarz sportowy. Przez następne 50 lat opisywał osiągnięcia sportowców. W 1911 roku przybył do Nowego Jorku i rozpoczął pracę jako felietonista sportowy. Zmarł 13 lipca 1954 roku w wieku 73 lat.

## Wybrana filmografia
Producent
- 1927: Frolics in Frost
- 1928: Bunker Battlers
- 1928: Famous Playgrounds
- 1943: Amphibious Fighters
- 1945: White Rhapsody

## Wyróżnienia
Został dwukrotnie nominowany do Oscara w kategorii Najlepszy Krótkometrażowy Film na Jednej Rolce za filmy Amphibious Fighters (1943 - zwycięstwo w kategorii) i White Rhapsody (1945). Posiada swoją gwiazdę na Hollywoodzkiej Alei Gwiazd.